# Санкт-Петербург (аеропорт)
Аеропорт «Пулково» (IATA: LED, ICAO: ULLI) — міжнародний аеропорт, у Санкт-Петербурзі, Росія. Розташований за 20 км від центру Санкт-Петербурга у Московському районі (велика частина аеропорту) і Ломоносовському районі Ленінградської області (частина однієї злітно-посадочної смуги). У 2014 році аеропорт обслужив 14,3 млн чоловік, таким чином посівши третє місце серед аеропортів Росії за кількістю перевезених пасажирів. Пулково є базовим для авіакомпанії Rossiya (колишнє Pulkovo Aviation Enterprise), і є базою для Nordavia. Станом на липень 2023 року, 25 %, тобто 1/4 частина аеропорту «Пулково», перебуває у власності німецької компанії Fraport (ФРН).
В аеропорту «Пулково» пасажирів обслуговує новий централізований пасажирський термінал, що відкрився 4 грудня 2013 року. Стара будівля «Пулково-1» відкрилася після реконструкції 3 лютого 2015 року і стало єдиним цілим з новим аеровокзалом і призначене для обслуговування пасажирів внутрішніх рейсів. З 28 березня 2014 року припинив свою роботу аеровокзал «Пулково-2», який використовували для міжнародних рейсів. Рішення про його подальше використання має прийняти адміністрація Санкт-Петербурга.

## Історія
Аеропорт мав первинну назву — Шосейний, за назвою сусідньої залізничної станції. Будівництво аеропорту розпочалося у січні 1931 року і було завершено 24 червня 1932 року. Перший літак, що прибув в аеропорт, о 17:31 в той саме день, після двох з половиною годинного перельоту з Москви, який здійснив перевезення пасажирів та пошти.
Під час Другої світової війни аеропортом прямував фронт. Тому звідси не було рейсів між 1941 
та 1944 роками. Пагорби навколо «Пулково» були захоплені німецькими військами і використовувалася далекобійною артилерією для щоденного обстрілу Ленінграда. У січні 1944 року аеропорт було звільнено від німецько-фашистських військ та відновлено польоти з перевезення вантажів й пошти, після ремонту злітно-посадочні смуги у 1945 році.
У лютому 1948 року були повністю усунуті руйнації завданні війною, аеропорт відновив регулярні пасажирські рейси. У 1949 році виконувались рейси у 15 великих міст СРСР та 15 більш коротких рейсів в межах північно-західного регіону РФ.
У 1951 році термінал аеропорту було реконструйовано для прийому великих літаків. У середині 1950-х роках завершено будівництво нової розширеної злітно-посадкової смуги, що дозволило приймати літаки типу Іл-18 і Ту-104.
У 1965 році аеропорт отримав ІКАО 1-ї категорії, для міжнародних операцій. 24 квітня 1973 року перейменований в аеропорт «Пулково».

## Наземний транспорт
- Швидкісне метро-автобус відоме як «аеропортовий автобус» з'єднує обидва термінали аеропорту з трьома підземними станціями метро Московська, Технологічний Інститут, і Пушкінська в центрі Санкт Петербурга, час поїздки близько 30-40 хвилин.
- Декілька маршрутів маршруток
- Аеропорт «Пулково» обслуговує два регулярних автобусних маршрути (№ 13 і 39).

## Авіакомпанії та напрямки, червень 2023

### Пасажирські
| Авіакомпанія                | Пункт призначення |
| --------------------------- | --- |
| Aeroflot                    | Анталія, Москва–Шереметьєво, Сочі, Стамбул Сезонні: Хабаровськ, Владивосток |
| Air Serbia                  | Сезонний: Белград |
| AlMasria Universal Airlines | Хургада |
| Алроса                      | Москва–Внуково |
| Avia Traffic Company        | Бішкек, Ош |
| Azerbaijan Airlines         | Баку, Гянджа |
| Азимут                      | Калуга |
| Azur Air                    | Сезонний чартер: Анталія, Коломбо, Даламан, Енфіда, Пхукет, Санья |
| Belavia                     | Мінськ |
| China Eastern Airlines      | Шанхай-Пудун |
| Corendon Airlines           | Сезонний чартер: Анталія, Даламан |
| Emirates                    | Дубай |
| Fly Arna                    | Єреван |
| FlyOne Armenia              | Єреван |
| Hainan Airlines             | Пекін-Шоуду |
| I-Fly                       | Шеньчжень-Баоань Сезонний: Чита, Хабаровськ |
| Ikar                        | Іваново, Курган, Перм, Саранськ, Ярославль |
| Izhavia                     | Іжевськ |
| Kostroma Air Enterprise     | Кострома |
| Lucky Air                   | Куньмін |
| Mahan Air                   | Тегеран–Імам Хомейні |
| NordStar                    | Москва-Домодєдово, Норильськ |
| Nordwind Airlines           | Барнаул, Горно-Алтайськ, Казань, Кемерово, Красноярськ-Ємельяново, Магас, Махачкала, Москва–Шереметьєво, Новокузнецьк, Омськ, Оренбург, Самара, Сочі, Тегеран–Імам Хомейні, Томськ, Уфа |
| Pegasus Airlines            | Стамбул–Сабіха Гьокчен Сезонно: Анталія |
| Pobeda                      | Астрахань, Чебоксари, Челябінськ, Калінінград, Кіров, Махачкала, Мінеральні Води, Мінськ, Москва–Шереметьєво, Москва–Внуково, Нижньокамськ, Новосибірськ, Перм, Самара, Саратов, Сочі, Ставрополь, Тюмень, Ульяновськ, Уфа, Владикавказ, Волгоград, Єкатеринбург                                                                                     |
| Qanot Sharq                 | Бухара, Самарканд |
| Rossiya Airlines            | Апатити/Кіровськ, Баку, Челябінськ, Грозний, Іркутськ, Калінінград, Казань, Красноярськ-Ємельяново, Махачкала, Мінеральні Води, Москва–Шереметьєво, Москва–Внуково, Мурманськ, Нижній Новгород, Нижньовартовськ, Новосибірськ, Омськ, Пенза, Перм, Самара, Самарканд, Сочі, Сургут, Сиктивкар, Ташкент, Тюмень, Уфа, Волгоград, Єкатеринбург, Єреван |
| RusLine                     | Архангельськ-Васьково, Ханти-Мансійськ, Котлас, Нар'ян-Мар, Тамбов, Йошкар-Ола |
| S7 Airlines                 | Іркутськ, Москва–Домодєдово, Новосибірськ |
| SCAT Airlines               | Астана |
| Severstal Air Company       | Архангельськ-Васьково, Апатити/Кіровськ, Череповець, Радянський, Ухта |
| Sichuan Airlines            | Ченду |
| Smartavia                   | Челябінськ, Калінінград, Казань, Красноярськ-Ємельяново, Мінеральні Води, Москва–Шереметьєво, Мурманськ, Нижній Новгород, Новосибірськ, Оренбург, Перм, Самара, Сочі, Сиктивкар, Тюмень, Уфа, Волгоград, Єкатеринбург |
| Somon Air                   | Душанбе, Худжанд |
| Southwind Airlines          | Сезонний чартер: Анталія |
| Tunisair                    | Сезонний: Монастір |
| Turkish Airlines            | Анталія, Бодрум, Стамбул, Даламан |
| Ural Airlines               | Бішкек, Душанбе, Калінінград, Худжанд, Куляб, Москва–Домодєдово, Ош, Єкатеринбург Сезонний: Сочі |
| Utair                       | Баку, Москва–Внуково, Сургут, Єреван |
| UVT Aero                    | Тобольськ |
| Uzbekistan Airways          | Бухара, Фергана, Самарканд, Ташкент, Термез, Ургенч |
| Vologda Aviation Enterprise | Вологда |
| Yakutia Airlines            | Якутськ |
| Yamal Airlines              | Надим, Новий Уренгой, Ноябрськ, Салехард |

### Вантажні
| Авіакомпанія | Пункт призначення           |
| ------------ | --------------------------- |
| Asiana Cargo | Гетеборг-Ландветтер, Відень |

## Статистика
| Рік  | Пасажирообіг | % Зміна  |
| ---- | ------------ | -------- |
| 2004 | 4,337,749    | ▬        |
| 2005 | 4,654,405    | ▲ 7.3 %  |
| 2006 | 5,101,842    | ▲ 9.6 %  |
| 2007 | 6,137,805    | ▲ 20 %   |
| 2008 | 7,071,537    | ▲ 15.2 % |
| 2009 | 6,758,352    | ▼ -4.4 % |
| 2010 | 8,443,753    | ▲ 25 %   |
| 2011 | 9,610,767    | ▲ 14 %   |
| 2012 | 11,154,560   | ▲ 16 %   |
| 2013 | 12,854,366   | ▲ 15.2 % |
| 2014 | 14,264,732   | ▲ 11 %   |
| 2015 | 13,500,125   | ▼ -5.3 % |
| 2016 | 13,300,000   | ▼ -1.4 % |
| 2017 | 16,125,520   | ▲ 21.2 % |
| 2018 | 18,122,286   | ▲ 12.4 % |
| 2019 | 19,581,262   | ▲ 8.1%   |